# 서울홍릉초등학교
서울홍릉초등학교는 대한민국 서울특별시 동대문구 청량리동에 있는 공립 초등학교이다.

## 학교 연혁
- 1967년 11월 30일 서울홍릉국민학교 개교(30학급 편성)(설립인가 9월 15일)
- 1973년 9월 1일 회기동 (6,9통) 본교 학구로 편입
- 1979년 11월 3일 운동장 주변 담장(116m) 신설
- 1980년 9월 13일 도서실 설치 개관(장서 7800권)
- 1992년 9월 1일 방송실 개관
- 1996년 3월 1일 현재 교명으로 변경
- 1997년 8월 10일 과학실 개관(2개 교실)
- 1997년 8월 30일 교육용 컴퓨터 및 교사용 컴퓨터 48대
- 1998년 11월 21일 민간 참여 컴퓨터 인수(40대)
- 1999년 3월 23일 컴퓨터실 인터넷 설치 및 시설 보수
- 2000년 11월 3일 학내 전산망 설치 및 전 교사 PC 보급
- 2001년 7월 30일 도서실 전산화 완료(총 6550권)
- 2006년 9월 28일 제1과학실 현대화 사업 개관
- 2007년 4월 11일 제2과학실 현대화 사업 개관
- 2008년 2월 9일 학교대수선(교실바닥 24실 교체, 운동장쪽 창문교체,교실 복도쪽 창문 및 출입문 교체, 계단 러버타일 공사, 관리실 재배치)
- 2009년 2월 28일 도서실 리모델링 완공, 외벽보강 및 도장공사
- 2009년 8월 24일 전자기상대 설치
- 2011년 3월 1일 학교보안관실 경비초소 설치
- 2011년 3월 21일 방과후학교 전용교실 구축
- 2011년 5월 17일 출입문 안심 시스템 구축
- 2012년 9월 18일 보건실, 음악실 개선
- 2016년 2월 19일 제47회 93명 졸업식(누계 19514명)
- 2016년 10월 18일 영어전용교실 환경 개선
- 2017년 2월 17일 제48회 90명 졸업식(누계 19604명)
- 2017년 8월 1일 학교 스탠드 및 체육창고 도색작업
- 2017년 9월 1일 상담실 리모델링 및 재오픈
- 2017년 10월 25일 홍릉 에코스쿨 오픈, 홍릉 역사의 벽 건립
- 2017년 11월 30일 홍릉 개교 50주년 기념식
- 2018년 1월 22일 CCTV 카메라 성능개선 및 DVR 보관장소 이전
- 2018년 2월 13일 제49회 68명 졸업식(누계 19672명)
- 2018년 4월 18일 교실 방충망 설치 및 후관 연결통로 캐노피 설치
- 2018년 5월 8일 교무실 및 회의실 내부 환경개선
- 2018년 9월 14일 학교 스탠드 나무계단 작업 완공
- 2018년 9월 21일 체육실 리모델링 완공
- 2019년 2월 15일 제50회 69명 졸업식(누계 19741명)
- 2020년 2월 12일 제51회 72명 졸업식(누계 19813명)
- 2027년 11월 30일 개교 60주년

## 참고 자료
- 서울홍릉초등학교 - 한국교육학술정보원 학교알리미